# Reformationen i Norge
Reformationen i Norge var Norges brud med den romersk-katolske kirke i 1536-1537. Reformationen blev indført i Norge samtidig, som landet blev et lydland under Danmark. I Norge fandtes der ingen folkelige lutherske bevægelser på samme måde som i Danmark og Sverige. Den protestantiske konge Christian III kunne indføre reformationen i Danmark efter sin sejr i den danske tronstrid Grevens Fejde, og dermed måtte Norge følge efter. Reformationen markerer almindeligvis afslutningen på middelalderen i Norge.

## Baggrund

### Reformationen i Europa
Reformationen er et af de store vendepunkter i europæisk historie og førte til, at den vestlige kristenhed blev delt i to;: den katolske og den protestantiske. Martin Luther, som slog de 95 teser om afladshandelen op på Wittenberg kirke i 1517, stod i en lang tradition af kritik mod kirken. Der havde allerede været flere reformatorer i Europa, for eksempel John Wyclif og Jan Hus. Luthers succes skyldtes imidlertid i høj grad det, at han ville give de verdslige fyrster myndighed over kirken, religionsudøvelsen og kirkelig ejendom. Dette var fristende for mange af de europæiske konger. I flere lande, også i Norge, var der gennem hele middelalderen foregået en kamp mellem kongemagten og gejstligheden om hvem, som skulle have kontrol over kirken. Et kendt eksempel er kong Sverre Sigurdssons konflikt med ærkebiskop Eirik Ivarsson, som endte med, at Sverre blev bandlyst i 1198. De europæiske kongers ønsker om magt over kirken er dog ikke den eneste forklaring på reformationens gennemslag; dette var også en bred folkelig bevægelse i mange lande. I Norge var der, antagelig på grund af landets afsides liggende geografiske placering, ingen sådanne bevægelser eller forkæmpere for reformationen. 

### Den katolske kirke i Norge
I begyndelsen af 1500-tallet var kirken den største organisation i Norge og bestod af elleve bispedømmer; fem på fastlandet og seks på øerne i vest (Orkneyøerne, Færøerne, Shetland, Grønland og Island). Kirken var også den største jordejer i Norge og ejede næsten halvdelen af alle ejendomme i landet. Den største kirkefest var Olsok, og Nidaros var et vigtigt valfartssted for pilgrimme fra hele Europa. I 1380 døde den sidste konge af den gamle norske kongeslægt, Håkon VI Magnusson, og kongen over Norge var efter det bosat i København. Uden en egen norsk konge blev kirken også den vigtigste politiske institution i landet. Ærkebiskoppen i Nidaros var også leder af det norske rigsråd.

## Reformationen indføres i Norge

### Rigsrådet og ærkebiskoppen
Den sidste norske ærkebiskop og formand i rigsrådet, Olav Engelbrektsson, var Norges mægtigste mand. Han indkaldte til det sidste norske rigsrådsmøde, ved Bud i Fræna i efteråret 1533. Her diskuterede rigsrådet kongevalget. Danmark og Norge var i middelalderen valgkongedømmer, det vil sige, at kongen skulle vælges af rigsrådet. Kong Frederik I var død, og i Danmark foregik Grevens Fejde, en konflikt om hvem som skulle blive dansk konge; Frederiks ældste søn Christian (senere kong Christian III) eller hans yngste søn Hans. Christian var lutheraner, og den danske gejstlighed ønskede derfor heller den mindreårige Hans som konge. Konflikten gjorde, at kongevalget i Danmark blev udsat, og i Norge blev Olav Engelbrektsson og resten af rigsrådet også enige om, at de ville udsætte kongevalget til de så, hvad der skete i Danmark. Christian gik af med sejren, og ærkebiskoppen tog kampen op for norsk selvstændighed. Olav havde været gennem en langvarig konflikt med lensherrerne, blandt andre Vincens Lunge, og ærkebiskoppen levede nu farligt. Han håbede på hjælp fra den katolske Karl V af Det tysk-romerske rige, men støtten kom aldrig, og Olav måtte forlade landet.
1.april 1537 flygtede ærkebiskop Olav Engelbrektsson ud gennem Trondheimsfjorden, og efterlod St. Olavs skrin på Steinvikholm. Flere år med tronstridigheder i Danmark-Norge kombineret med almeneuropæiske religionsbrydninger havde trukket ærkebiskoppen ind i en magtkamp, som han til sidst havde tabt. Ærkebiskoppens flugt fra Nidaros markerede derfor afslutningen på den katolske kirkes tid i Norge. Olav Engelbrektsson var imidlertid ikke færdig med sit politiske spil. Som sin sidste kendte gerning på norsk jord gik ærkebiskoppen og hans mænd i land på Austrått på Ørland. Her plyndrede de herregården tilhørende adelskvinden Ingerd Ottesdatter, svigermoder til Vincens Lunge og en kvinde, som i årene frem mod reformationen havde fremstået som en af ærkebiskoppens fremmeste modstandere.

### Reformationen indføres
Kong Christian III blev valgt til norsk konge høsteni efteråret 1536. I hans håndfæstning står følgende om den nye kirkeordningen:
"Bispene som her uti riket er, [har] til denne dag … stått imot Guds ord og evangelium, og forhindret det, at det er blitt prediket klart for den menige allmue … Og etterdi at biskopene nå er avsatt og fjernet, så vil dog behov gjøres at det tilsettes noen meget vise og lærde menn som skulle kontrollere at alle sokneprester over hele riket prediker og lærer det menige folket Guds ord og evangelium."
Med Christian III som konge blev både det norske indre selvstyre, riksrådet, og den katolske kirke afskaffet. Kongen konfiskerede kirkegodset, kirkerne og kostbarhederne, mens helgenbilleder, arkiver og bøger blev ødelagte (ikonoklasme). De, som forkyndte katolsk lære, risikerede forfølgelse og strenge straffe som piskning og brænding. Samtidig lod Christian III imidlertid sognepræsterne forblive i deres stillinger. De fire første superintendenter i deres respektive stifter havde ligeledes rødder i den katolske kirke. Dermed var Christian III til en vis grad også forsigtig med indførelsen af reformationen i Norge for ikke at oprøre befolkningen.

## Efter reformationen
Blandt den jævne befolkning tog det imidlertid lang tid, før den nye tro trængte igennem. Folk reagerede med modvilje over at blive tvunget til at ophøre med deres vante religiøse liv. I op til 200 år efter indførelsen af reformationen fortsatte folk med at tilbede helgener, og i mange år fandtes der en katolsk "undergrundskirke" af både præster og lægfolk. Flere unge norske mænd drog til universiteter i katolske lande, særlig til jesuitterne, og blandt disse blev flere lutherske præster, som var katolikker i hemmelighed. Et eksempel er Christoffer Hjort, som blev landsforvist i 1613. Jesuitterordenen var ledende i modreformationen, og også i Norge og Norden blev det forsøgt at genindføre katolicismen. Den mest kendte jesuit i Norge er Laurids Nielsen fra Tønsberg, populært kaldet "Kloster-Lasse". Også han blev landsforvist. I 1624 blev der indført dødsstraf for katolske munke.